# 飯沼村 (岐阜県)
飯沼村（いいぬまむら）は、かつて岐阜県恵那郡に存在した村。
現在の中津川市飯沼に該当する。

## 大字・小字
- 大字:飯沼（いいぬま）
- 小字:
- 明戸（あけど）
- 市之坪（いちのつぼ）、井戸洞（いどぼら），岩田（いわた）
- 上外戸（うえがいど）、上ケ平（うえがだいら）
- 大平（おおだいら）、大野明戸（おおのあけど）、大野池田（おおのいけだ）、大野井ノ口（おおのいのくち）、大野落（おおのおち）、大野木戸（おおのきど）、大野ゴウロ（おおのごうろ）、大野萩原（おおのはぎわら）、大野前田（おおのまえだ）、大野前畑（おおのまえばた）、大野宮ノ腰（おおのみやのこし）、大野宮ノ前（おおのみやのまえ）、大野向田（おおのむかいだ）、大日向（おおびよも）、大洞（おおぼら）、荻原（おぎわら）
- 上樋角（かみといずみ）、外戸尻（がいどじり）
- 木戸（きど）
- 鞍坪（くらつぼ）、繰屋元（くりやもと）
- 五反田（こたんだ）、小日向（こひよも）、五郎屋敷（ごうろやしき）
- 笹刈（ささがり）、桟敷平（さじきだいら）、三郎四（さぶろうし）、猿子塚（さるこづか）
- 下沢（しもさわ）、下樋角（しもといずみ）、新田（しんでん）
- 千羽鳥屋（せんばどや）
- 高根（たかね）、竹之下（たけのした）、竪坂（たてざか）
- 智嫌（ちげん）
- 中尾（なかお）、梨坪（なしつぼ）
- 西山（にしやま）
- 沼ノ田（ぬまのた）
- 八升蒔（はっしょうまき）
- 桧ケ根（ひのきね）、広田（ひろた）
- 深沢（ふかさわ）
- 前田（まえだ）、馬加瀬（まがせ）、松ケ洞（まつがぼら）、丸山（まるやま）
- 峰田（みねた）、宮沢（みやざわ）、宮ノ根（みやのね）、明ケ田（みょうがた）
- 向ハザバ
- 矢筈（やはず）、山之神（やまのかみ）、山ノ田（やまのた）、山ノ平（やまのたいら）
- 湯屋田（ゆやだ）
- 葭原（よしはら）
- 六斗蒔（ろくとまき）
- 脇田（わきだ）

## 歴史
- 1699年（元禄12年） - 飯妻村が飯沼村に改称する。
- 1889年（明治22年）7月1日 - 町村制により飯沼村が発足。
- 1897年（明治30年）4月1日 - 阿木村に編入され、同日廃止。